# Kendall Kay
Kendall Kay (Durban) is een Zuid-Afrikaans jazz-drummer, die vooral actief is als studiomuzikant.
Kendall speelde en/of nam op met Zuid-Afrikaanse musici als Steve Kekana, Mike Makelemele, Alan Kwela en Izzio Gross. In 1983 vertrok hij naar Amerika, waar hij studeerde aan de North Texas State University. Sinds 1987 woont en werkt hij in Los Angeles. Hij speelde mee op opnames van onder meer Dave Ferris, Cecilia Coleman, Dan St. Marseille, Cheb Mami, Shelley Moore, Chris Greco, Jeff Babko, Jeff Colella, Kyle Eastwood, Cathy Segal-Garcia, Bill Fulton, Larry Koonse, Dean Taba, Lee Konitz, Maurice Gainen, Dewey Erney, Scott Whitfield, Alan Broadbent, John Pisano, John Vance, Tish Oney en Rod Stewart. Sinds enige jaren werkt hij in een trio met gitarist Ron Escheté en bassist Todd Johnson. 